# Metroul din Nanjing
Metroul din Nanjing este un sistem de tranzit rapid care deservește districtele urbane și suburbane din Nanjing, capitala provinciei Jiangsu din Republica Populară Chineză.
Propunerile pentru un sistem de metrou care să deservească Nanjing au apărut pentru prima dată în 1984, aprobarea Comisiei de Stat de Planificare fiind acordată în 1994. Construcția a început cu 16 stații de pe linia 1 în 1999, iar linia a fost deschisă în 2005. Sistemul are unsprezece linii și 191 de stații pentru un total de 427 km de cale. Este operat și întreținut de Nanjing Metro Group Company. Planurile viitoare de extindere includ 30 de linii, cu alte câteva care așteaptă aprobarea pentru a începe construcția.

## Istorie

### Propuneri inițiale
În 1984, în Congresul Popular Municipal a apărut prima propunere serioasă de construcție a unui metrou. În aprilie 1986, Grupul de planificare integrată a transportului Nanjing a fost înființat pentru a studia implementarea unui sistem de metrou în Nanjing. În decembrie 1986, echipa a publicat „Faza inițială a metroului din Nanjing”. Faza consta dintr-o linie nord-sud, o linie est-vest și o linie diagonală nord-vest spre sud-est. Cele trei linii se întâlneau în centrul orașului formând un triunghi. O revizuire a „Planului general al orașului Nanjing” în 1993 a adăugat o altă linie prin nucleul urban și trei linii de metrou ușoare care legau suburbiile Pukou și noul aeroport propus la momentul respectiv. În plus, a fost propusă o cale ferată suburbană către Longtan. Un raport din 1999 privind „Planificarea rețelei de tranzit rapid feroviar din orașul Nanjing” a propus în continuare șase linii de metrou, două extensii de metrou și trei linii de metrou ușoare.
În 1994, Comisia de Stat de Planificare a aprobat lucrările pregătitoare pentru metrou dar întregul proiect de metrou a fost amânat în 1995 pe fondul opririi la nivel național al noilor proiecte de metrou.
Modificări majore au fost aduse în „Planificarea rețelei de tranzit urban din Nanjing” în 2003.  Noul master plan consta din 13 linii, dintre care nouă erau linii de metrou și patru linii de metrou ușor. Noua Linie 6 urma să fie o linie în buclă care să conecteze toate liniile radiale urbane. Planul a păstrat liniile inițiale 1, 2 și 3 din planul anterior. Potrivit noului plan, faza inițială consta în finalizarea liniilor de metrou 1 și 2 până în 2010. Împreună, cele două linii formau o rețea de bază „încrucișată”. Până în 2020, finalizarea liniilor 1, 2, 3 și 4 urma să formeze o rețea mai robustă în formă de „diez” (#). Planurile pe termen mai lung includeau construirea unei linii de buclă care să conecteze toate liniile existente. Planul a identificat, de asemenea, patru linii de metrou care traversează fluviul Yangtze.

### Prima linie
Secțiunea inițială a liniei 1 de la Maigaoqiao la Xiaohang a primit aprobarea oficială finală în 1999. În mai 2000 a început construcția acestei linii.
O prelungire vestică a liniei 1 de la Xiaohang la un stadion nou construit a fost accelerată după ce Nanjing a câștigat găzduirea Jocurilor Naționale. Secțiunea inițială a liniei 1 și prelungirea vestică au început activitatea de probă pe 3 septembrie 2005, mergând de la Maigaoqiao până la Stadionul Olimpic cu 16 stații și o lungime totală de 21,72 km. Sistemul din nanjing a fost al șaselea sistem de metrou din China continentală, după Beijing, Tianjin, Shanghai, Guangzhou și Shenzhen.

## Sistemul curent

Evoluția metroului din Nanjing

| Linie | Terminus (Cartier)                    | Terminus (Cartier)                          | Deschidere        | Ultima extindere  | Lungime | Stații |
| ----- | ------------------------------------- | ------------------------------------------- | ----------------- | ----------------- | ------- | ------ |
| 1     | Maigaoqiao (Qixia)                    | China Pharmaceutical University (Jiangning) | 3 septembrie 2005 | 1 iulie 2014      | 37,9 km | 27     |
| 2     | Yuzui (Jianye)                        | Jingtianlu (Qixia)                          | 28 mai 2010       | 28 decembrie 2021 | 43,6 km | 30     |
| 3     | Linchang (Pukou)                      | Mozhoudonglu (Jiangning)                    | 1 aprilie 2015    | 18 octombrie 2015 | 44,9 km | 29     |
| 4     | Longjiang (Gulou)                     | Xianlinhu (Qixia)                           | 18 ianuarie 2017  | n/a               | 33,8 km | 18     |
| 10    | Andemen (Yuhuatai)                    | Yushanlu (Pukou)                            | 1 iulie 2014      | n/a               | 21,6 km | 14     |
| S1    | Nanjing South railway (Yuhuatai)      | Konggangxinchengjiangning (Jiangning)       | 1 iulie 2014      | 26 mai 2018       | 36,3 km | 9      |
| S3    | Nanjing South railway (Yuhuatai)      | Gaojiachong (Pukou)                         | 6 decembrie 2017  | n/a               | 37,6 km | 19     |
| S6    | Maqun (Qixia)                         | Jurong (Jurong)                             | 28 decembrie 2021 | n/a               | 43,6 km | 13     |
| S7    | Konggangxinchengjiangning (Jiangning) | Wuxiangshan (Lishui)                        | 26 Mai 2018       | n/a               | 28,8 km | 9      |
| S8    | Taishanxincun (Pukou)                 | Jinniuhu (Luhe)                             | 1 august 2014     | n/a               | 45,2 km | 17     |
| S9    | Xiangyulunan (Jiangning)              | Gaochun (Gaochun)                           | 30 decembrie 2017 | n/a               | 52,4 km | 6      |
| Total | Total                                 | Total                                       | Total             | Total             | 426 km  | 175[a] |

## Sistemul de tarife
La fel ca multe sisteme de metrou din lume, tarifele pentru metroul din Nanjing sunt bazate pe distanță. Tarifele variază de la 2 yuani (aproximativ 0,30 USD) pentru călătoriile sub 8 stații, la 4 yuani pentru călătoriile mai lungi. Există o reducere de 5% pentru utilizatorii cardului Nanjing Public Utility IC. Tarifele pot fi plătite și folosind Alipay. 

### Bilete unice
Biletele cu o singură călătorie pot fi achiziționate de la automatul de bilete sau de la o fereastră de bilete. Distribuitorul automat de bilete acceptă atât monede, cât și bancnote (5 ¥ și 10 ¥).

### Card de transport
În afară de biletele dus, tarifele pot fi plătite cu cardul Nanjing Public Utility IC sau Jinlingtong. Poate fi achiziționat contra unei taxe rambursabile de 25 de yuani (aproximativ 3,8 dolari) și alimentat de la casele de bilete din interiorul stațiilor de metrou, precum și în multe magazine de proximitate din oraș. Cardul poate fi folosit pentru a plăti pentru alte mijloace de transport public, cum ar fi taxiurile și autobuzele din oraș.
Acest card de transport este similar cu Yikatong din Beijing și cu cardul Octopus al MTR din Hong Kong .

## Material rulant
- 20 de trenuri cu șase vagoane Alstom / Nanjing Puzhen Rolling Stock Works Metropolis - comandate în 2002 pentru deschiderea liniei 1.[18]
- 21 de trenuri Metropolis cu șase vagoane comandate în ianuarie 2008 pentru prelungirea liniei 1.[19]
- 24 de trenuri Metropolis cu șase vagoane comandate în 2007 pentru linia 2.[20]
- 26 de trenuri Metropolis cu patru vagoane comandate în 2013 pentru linia S8.[21]
- 29 de trenuri Metropolis cu șase vagoane comandate în 2013 pentru linia 4.[22]

## Galerie

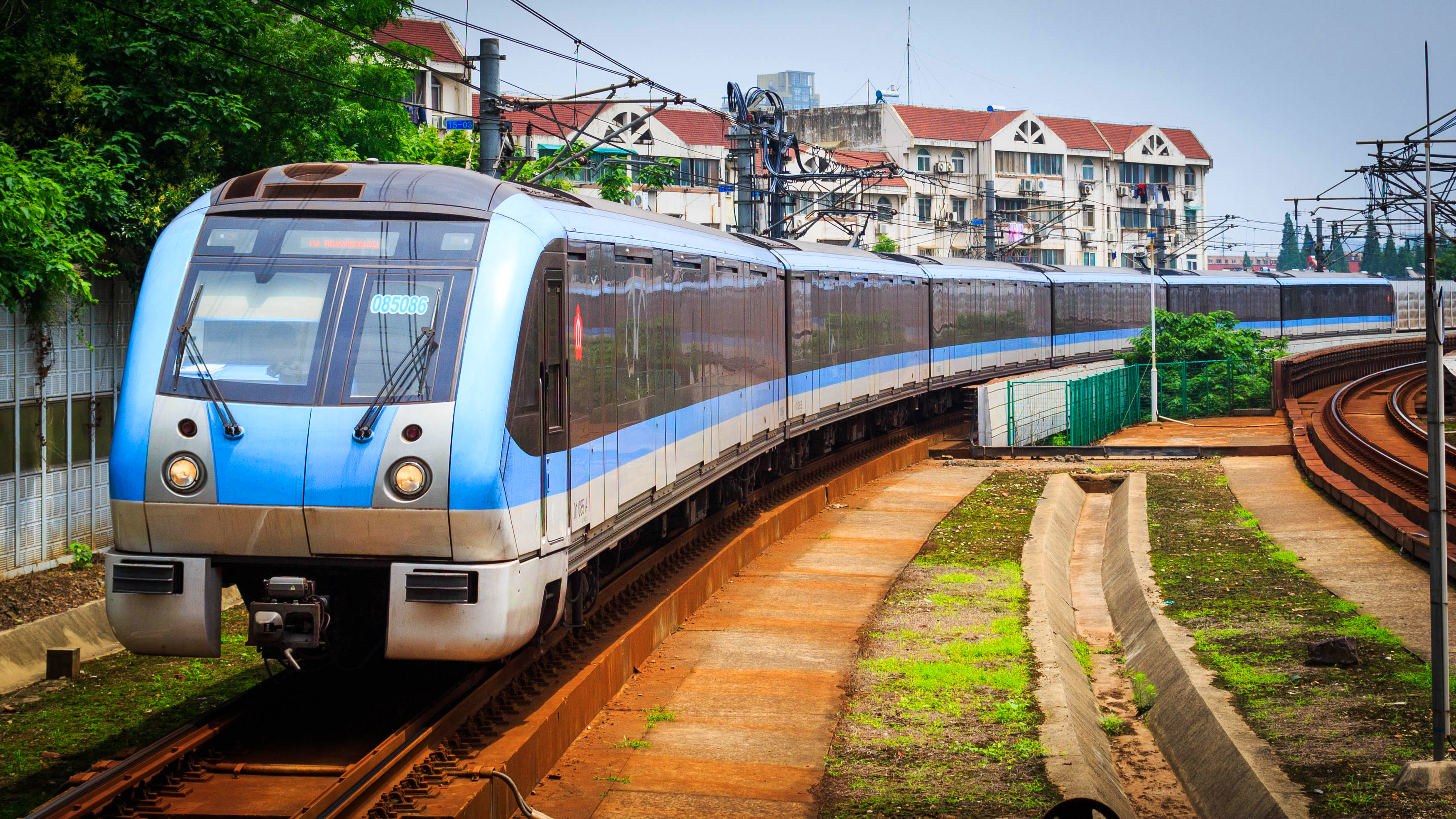
Un tren de pe linia 1 se apropie de gara Zoo Hongshan
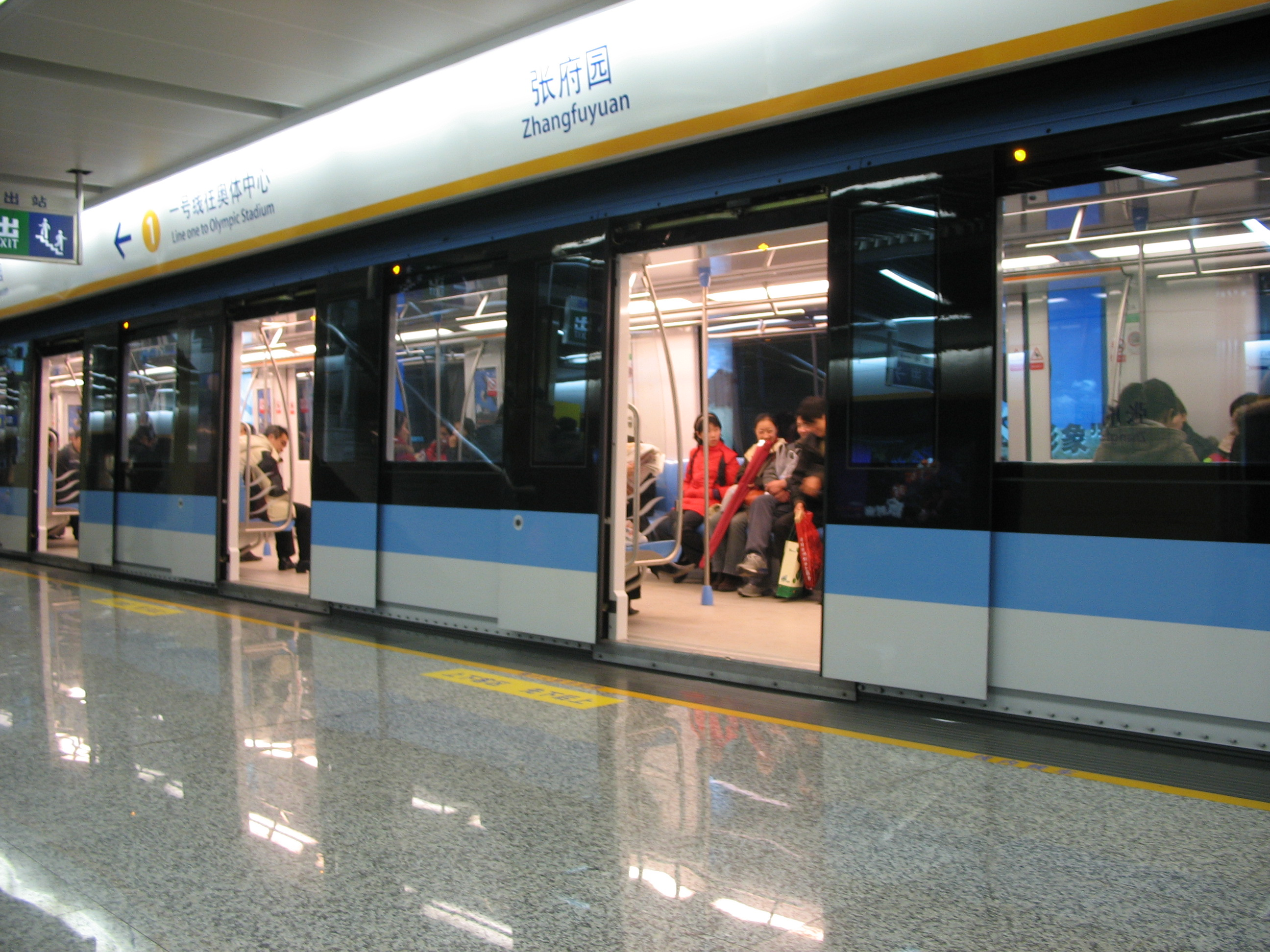
Un tren oprește în gara Zhangfuyuan
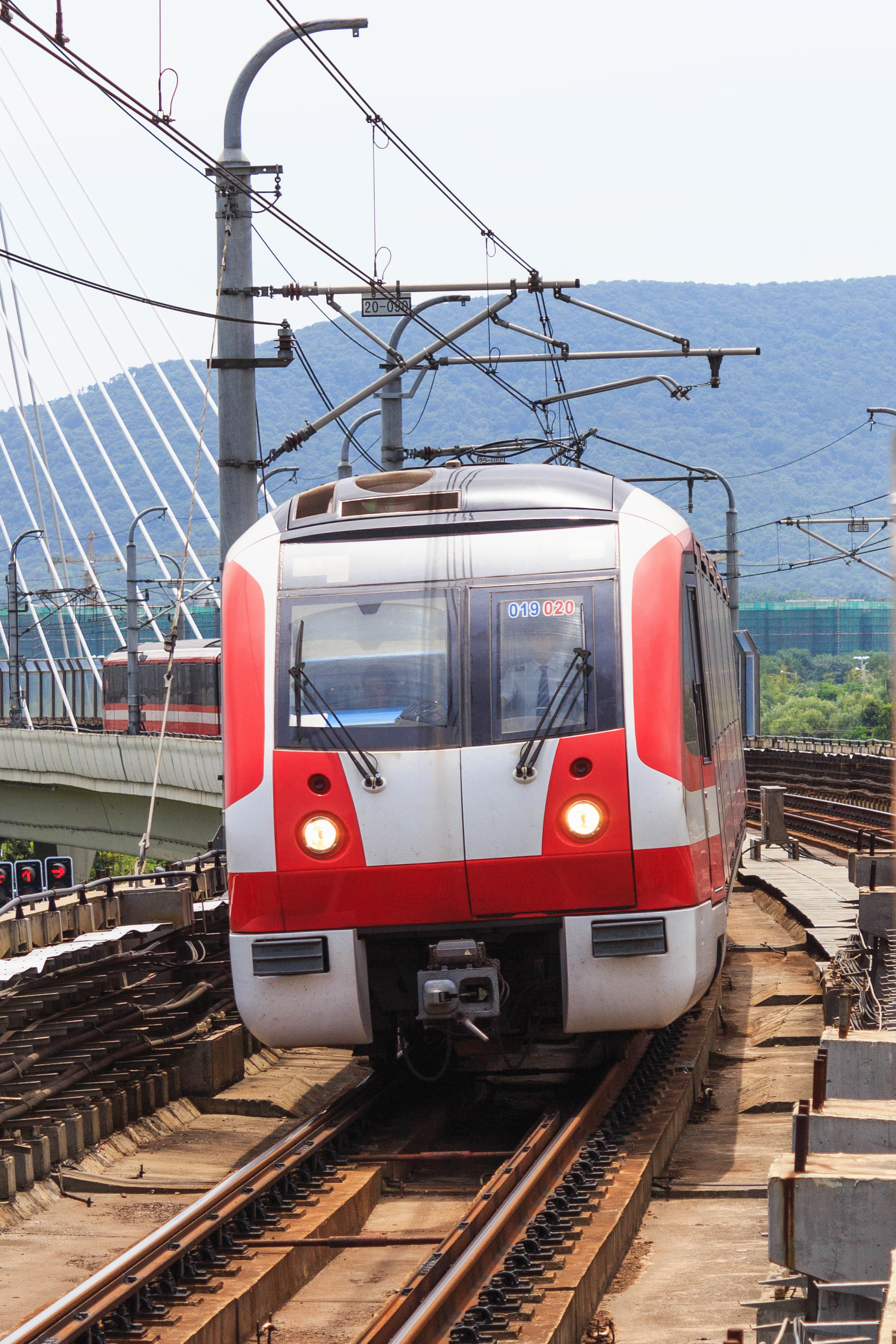
Un tren de pe linia 2 lângă gara Xianhemen
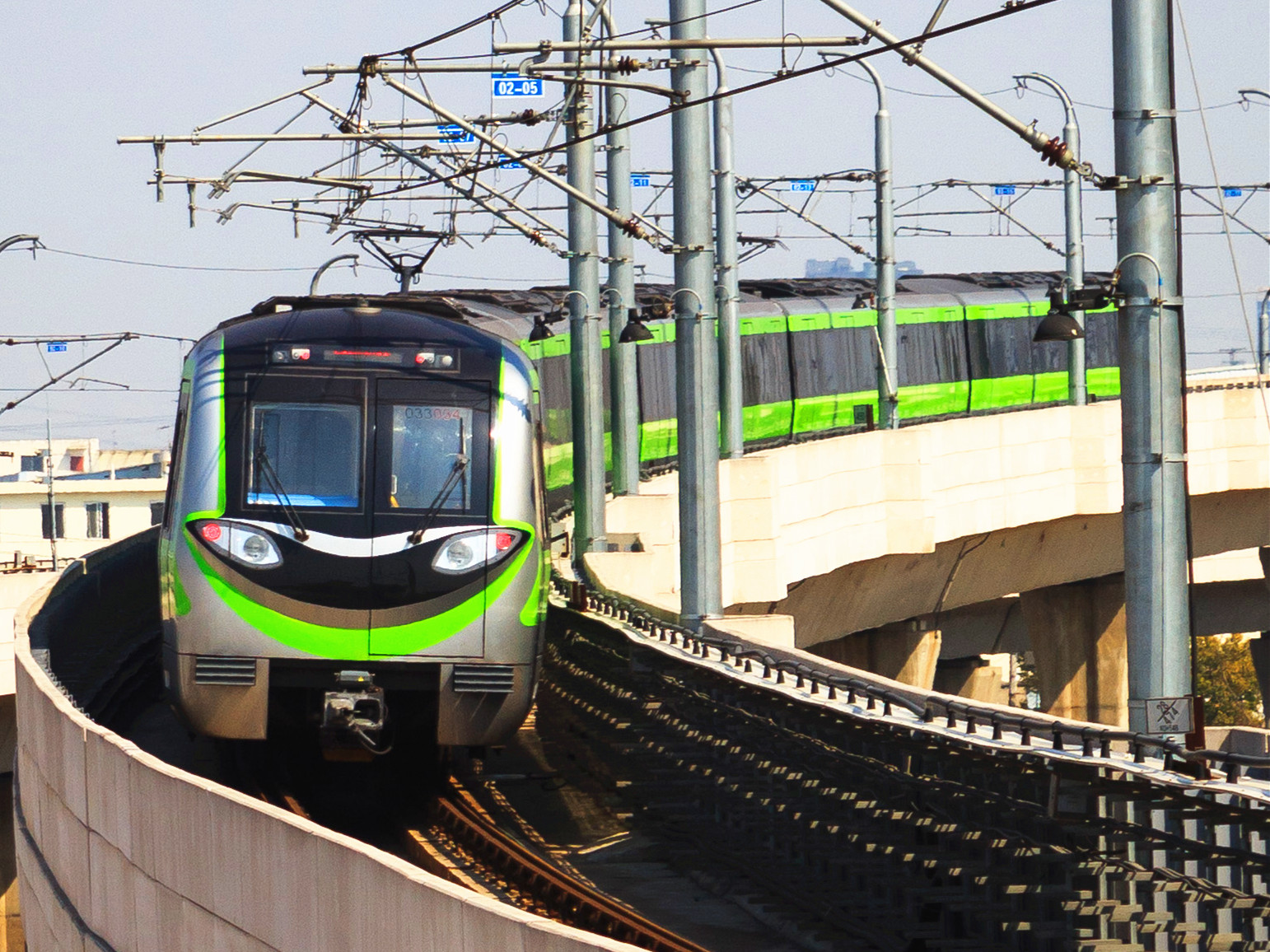
Un tren de pe linia 3 care pleacă din gara Linchang
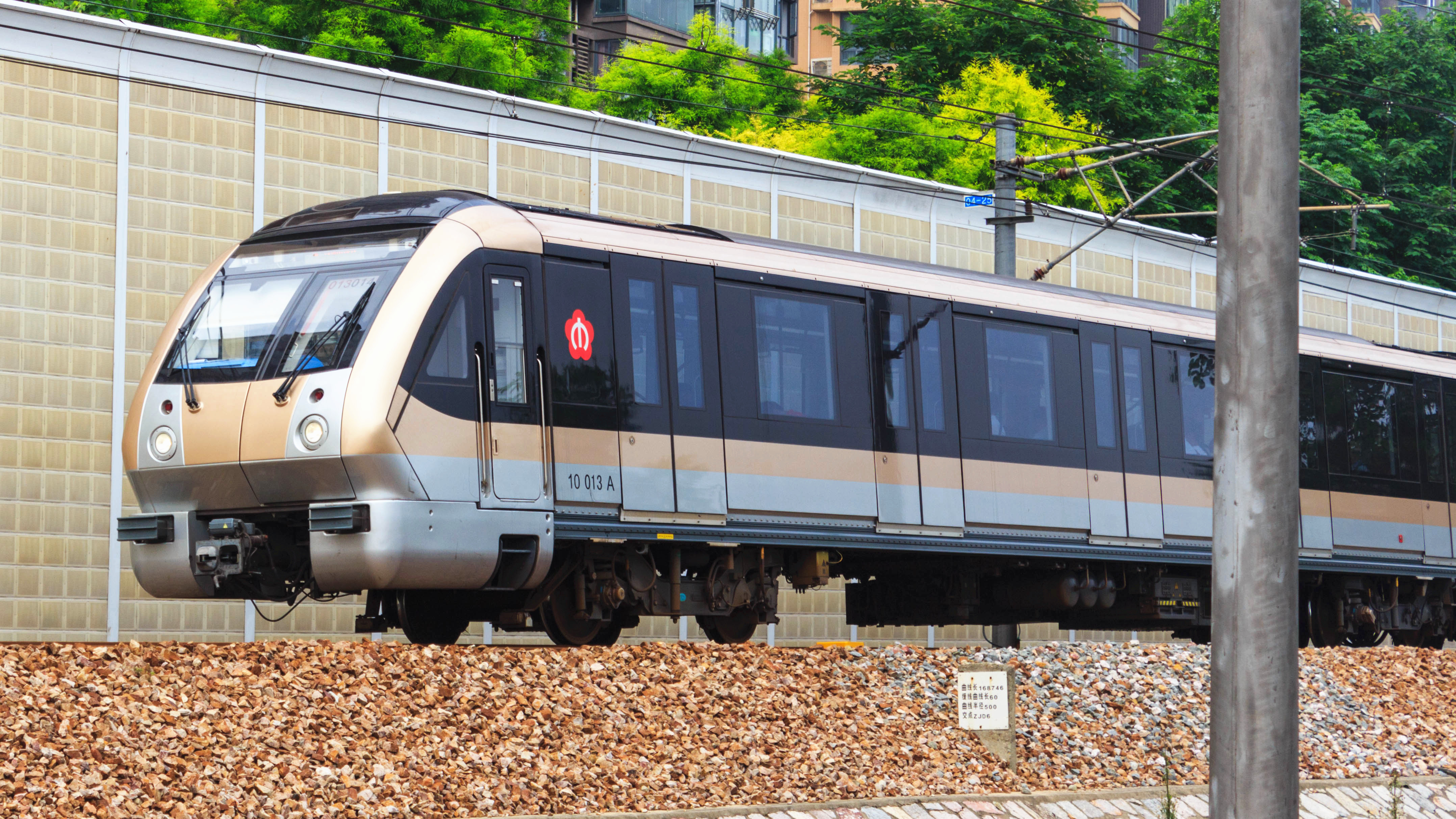
Un tren de pe linia 10 se apropie de gara Xiaohang
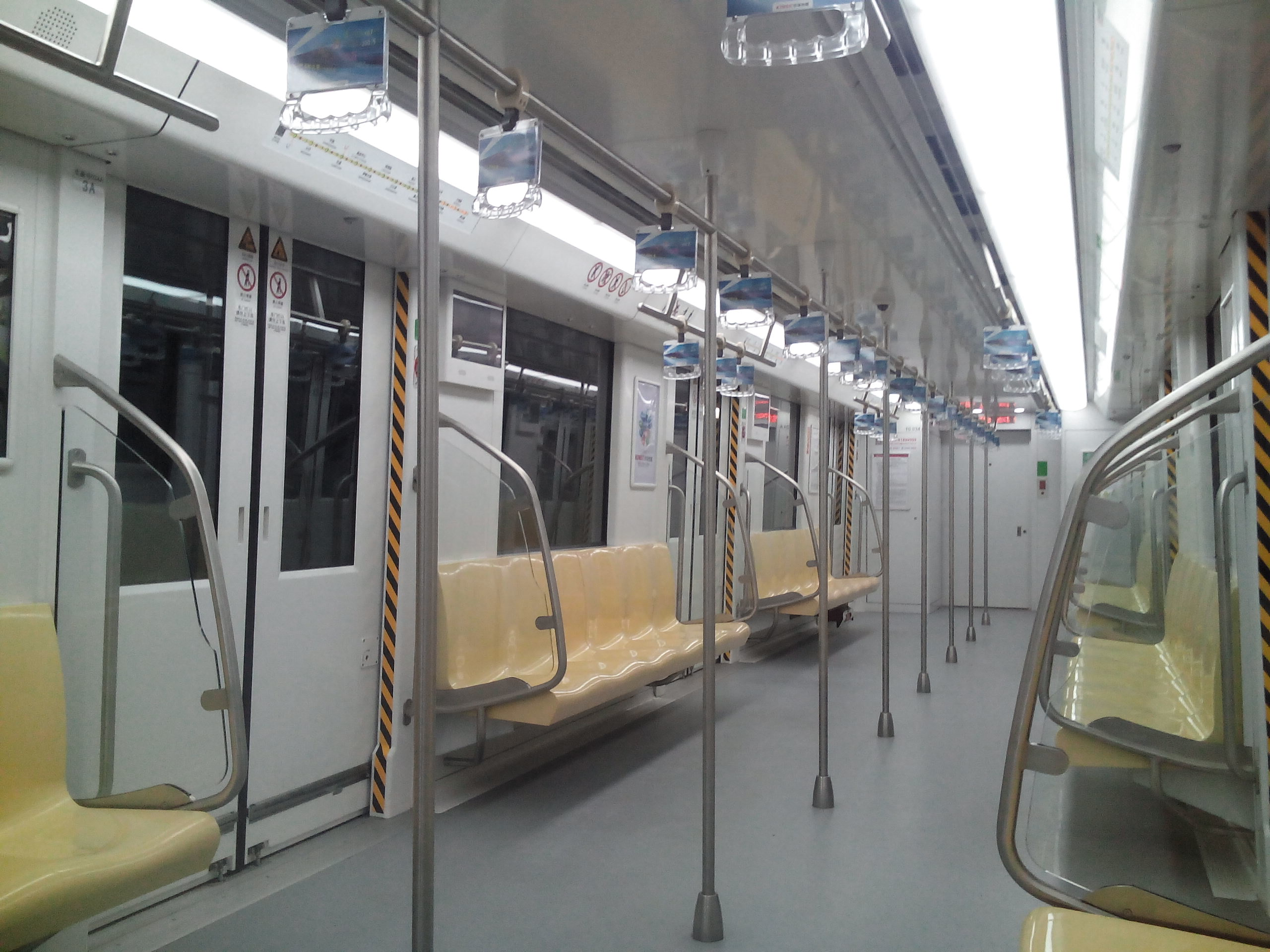
Vedere dintr-un vagon de pe linia 10
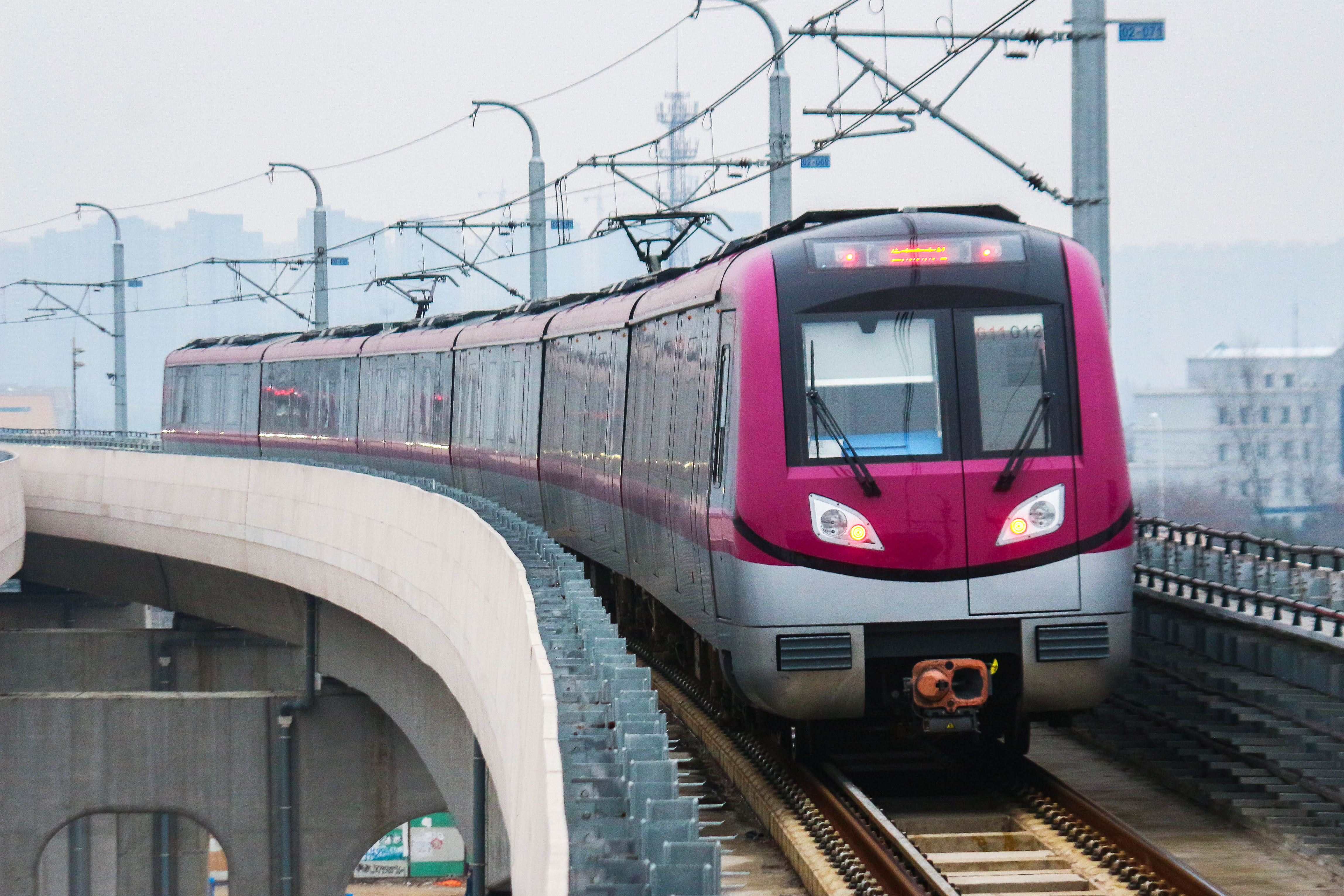
Tren pe linia S3
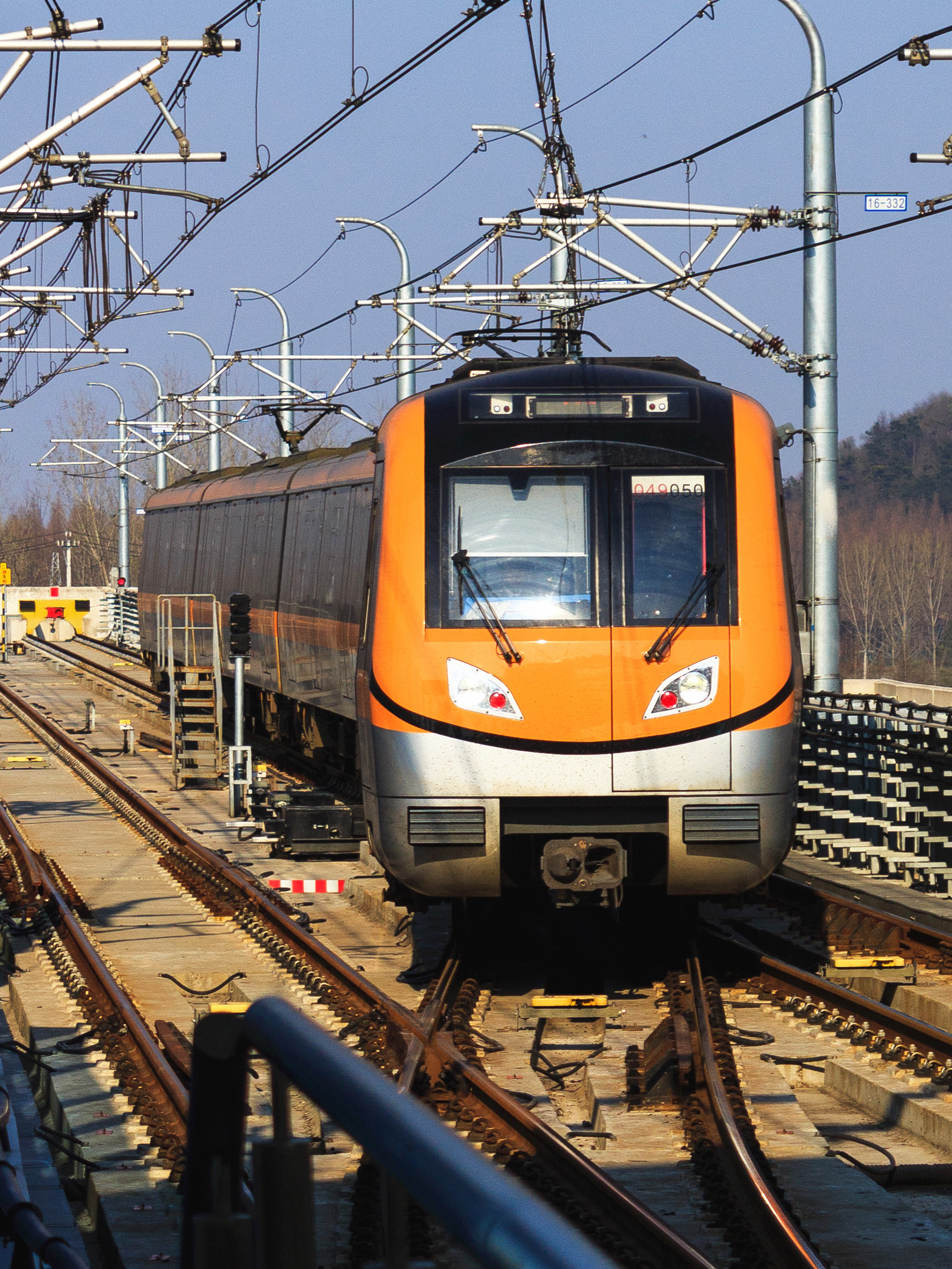
Un tren de pe linia S8
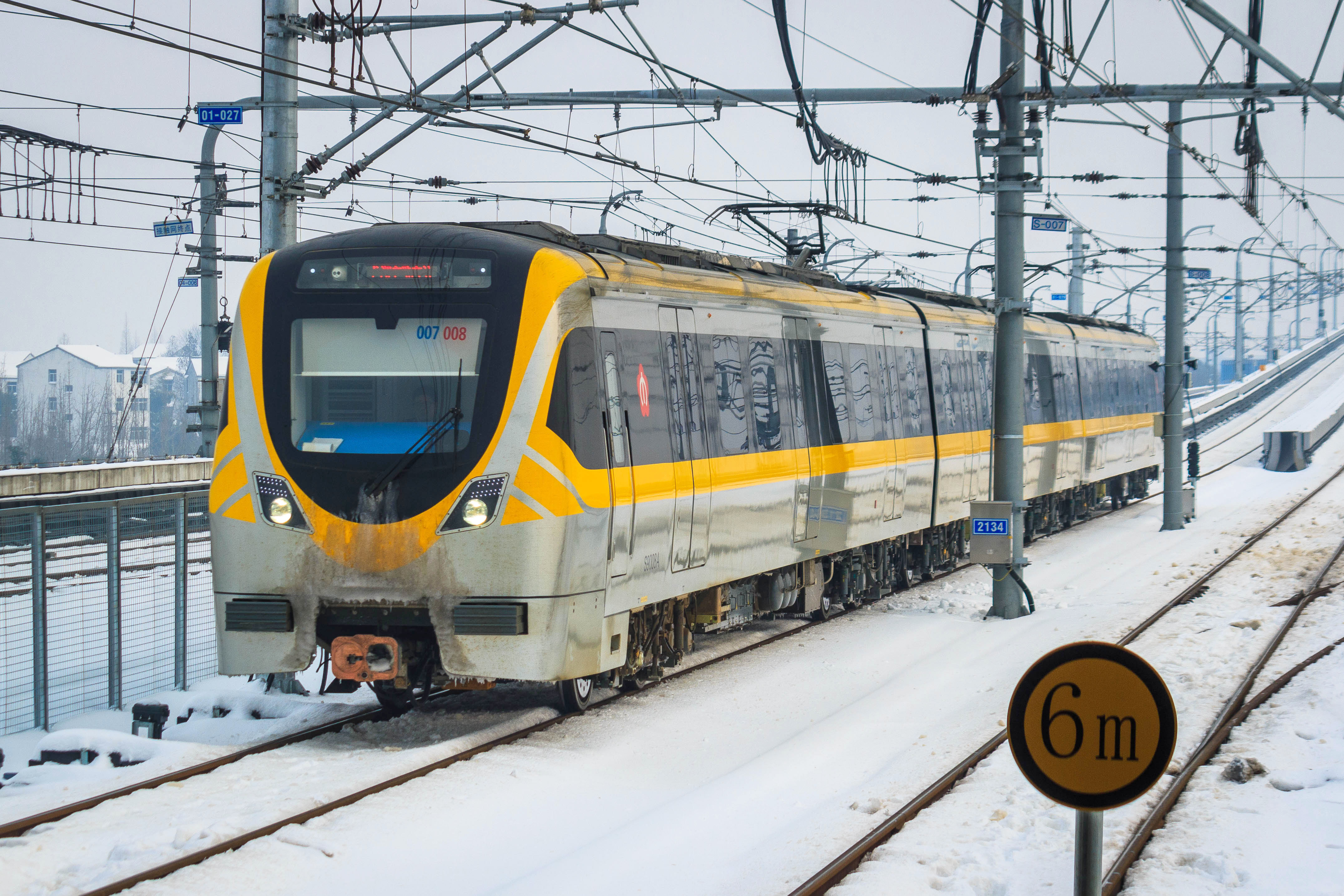
Un tren de pe linia S9 de metrou din Nanjing
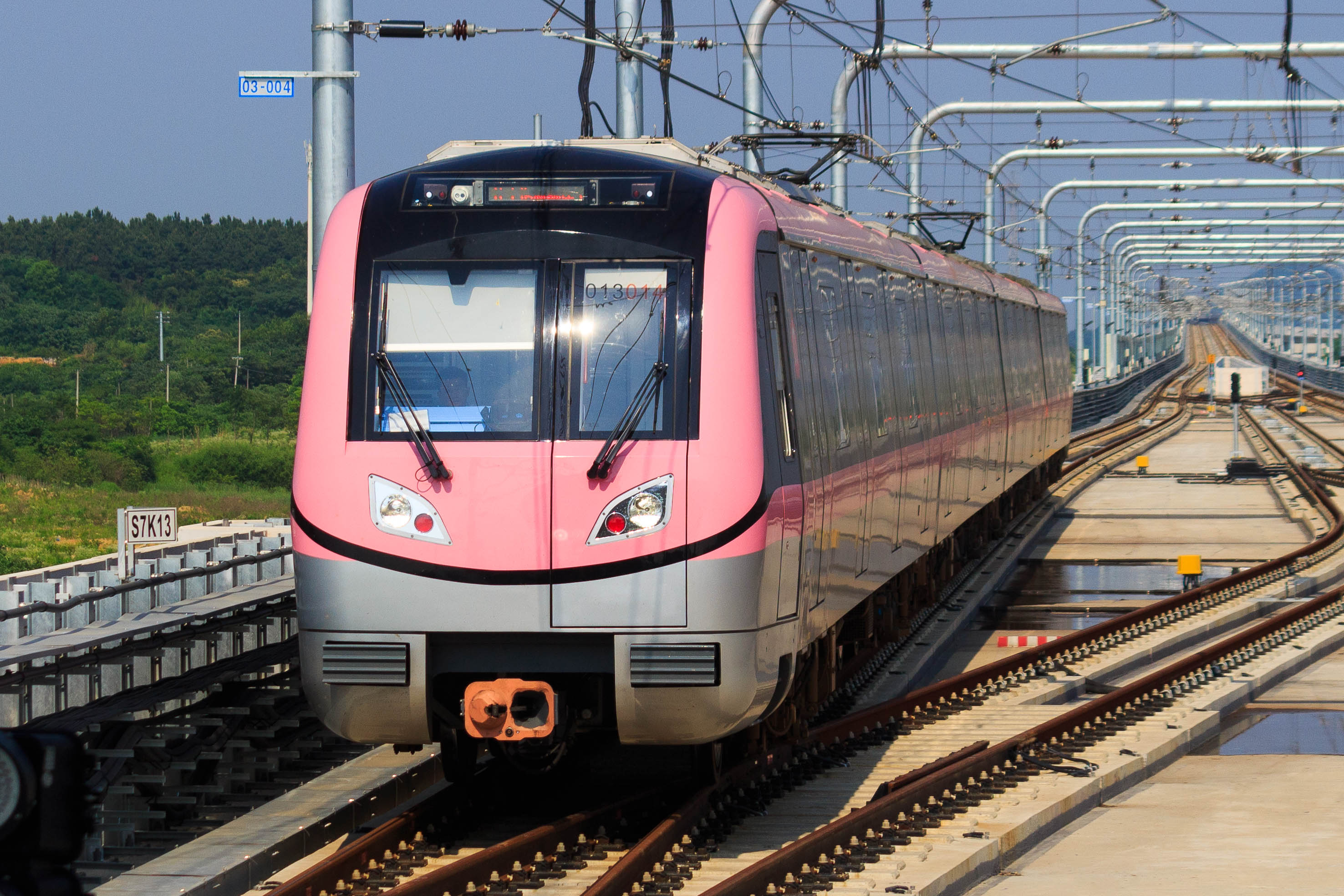
Un tren de pe linia S7 de metrou Nanjing